# Rällingeborg
Rällingeborg (Ränningeborg) är en fornborg i Helgarö socken på Fogdön i Strängnäs kommun, Södermanlands län.

## Allmänt
Rällingeborg ligger på norra Fogdön, ca 1 km norr om gården Rällinge. Fornborgen ligger invid vägen mellan Björsund och Hässelbyholm.
Rällingeborg har cirka 5 meter höga, dubbla stenvallar, vilka bitvis har kvar fint bevarad murläggning. På den forna borggården finns en labyrint (en trojeborg).

## Historik
Enligt sägnen var det i Rällingeborg Ingjald Illråde år 655 brände sig inne tillsammans med sin dotter Åsa. Bakgrunden var att Ingjald Illråde hade erövrat hela Svea rike efter att ha dödat en mängd häradskungar. Dottern Åsa hade dödat sin man kung Gudröd av Skåne. 
Ivar Vidfamne var son till ett av offren och kom för att hämnas. När han nådde Rällingeborg med en stor, överlägsen flotta satte Ingjald och Åsa eld på borgens träkonstruktioner och stannade kvar i lågorna. Därefter blev, enligt sägnen, Ivar Vidfamne kung i Svea rike.

## Albert Engström
Albert Engström vistades ofta på den närbelägna gården Hässelbyholm och inspirerades av Rällingeborg. Med anledning av detta skrev han 1920 boken Ränningehus.